# Петрівка (Сімферопольський район)
Петрі́вка (до 1948 — Джабач, крим. Cabaç) — село Сімферопольського району Автономної Республіки Крим. Населення становить 78 осіб. Підпорядковане Миколаївській селищній раді.